# Cryptosyringa membranophila
Cryptosyringa membranophila är en svampdjursart som beskrevs av Jean Vacelet 1979. Cryptosyringa membranophila ingår i släktet Cryptosyringa och familjen Ancorinidae.
Artens utbredningsområde är havet kring Jamaica. Inga underarter finns listade i Catalogue of Life.